# Tehama (Californie)
Pour les articles homonymes, voir Tehama.
Tehama est une ville du comté de Tehama en Californie, aux États-Unis.

## Démographie
| 1880 | 1910 | 1920 | 1930 | 1940 | 1950 |
| ---- | ---- | ---- | ---- | ---- | ---- |
| 328  | 221  | 196  | 190  | 175  | 314  |

| 1960 | 1970 | 1980 | 1990 | 2000 | 2010 |
| ---- | ---- | ---- | ---- | ---- | ---- |
| 261  | 317  | 365  | 401  | 432  | 418  |